# 馬塞拉鎮區 (阿肯色州斯通縣)
馬塞拉鎮區（英語：Marcella Township）是位於美國阿肯色州斯通縣的一個行政鎮區。

## 地方資料
馬塞拉鎮區的面積為56.55平方千米，當中陸地面積為55.93平方千米，而水域面積為0.62平方千米。根據2010年美國人口普查的數據，當地共有人口229人，而人口密度為每平方千米4.05人。